# Lista biskupów obrządku bizantyjsko-ukraińskiego
Lista biskupów obrządku bizantyjsko-ukraińskiego
| Biskup                         | Rok konsekracji biskupiej | Sprawowana funkcja                                                                                                   |
| ------------------------------ | ------------------------- | --- |
| Cyryl Terlecki                 | 1576                      | biskup łucko-ostrogski                                                                                               |
| Dionizy Zbirujski              | 1586                      | biskup chełmski |
| Michał Rahoza                  | 1588                      | arcybiskup metropolita kijowski                                                                                      |
| Hipacy Pociej                  | 1593                      | biskup włodzimiersko-brzeski, metropolita kijowski                                                                   |
| Herman Zahorski                | 1595                      | arcybiskup połocki                                                                                                   |
| Jonasz Gogol                   | 1595                      | biskup pińsko-turowski                                                                                               |
| Gedeon Brolnicki               | 1601                      | arcybiskup połocki                                                                                                   |
| Paizjusz Onikiewicz-Sachowski  | 1603                      | biskup pińsko-turowski                                                                                               |
| Arseniusz Andrzejewski         | 1604                      | biskup chełmski |
| Eustachy Maliński              | 1609                      | biskup łucko-ostrogski                                                                                               |
| Aleksander Oleksowicz Krupecki | 1610                      | biskup przemyski |
| Józef Welamin Rutski           | 1612                      | metropolita kijowski                                                                                                 |
| Joachim Morochowski            | 1613                      | biskup włodzimiersko-brzeski                                                                                         |
| Jozafat Kuncewicz              | 1617                      | arcybiskup połocki                                                                                                   |
| Atanazy Pakosta                | 1619                      | biskup chełmski |
| Jeremiasz Poczapowski          | 1621                      | biskup łucko-ostrogski                                                                                               |
| Anastazy Antoni Sielawa        | 1624                      | metropolita kijowski, arcybiskup połocki                                                                             |
| Leon Kreuza-Rzewuski           | 1625                      | tytularny arcybiskup smoleński                                                                                       |
| Teodor Mieleszko               | 1626                      | biskup chełmski |
| Grzegorz Michałowicz           | 1626                      | biskup pińsko-turowski                                                                                               |
| Mikołaj Korsak                 | 1628                      | metropolita kijowski                                                                                                 |
| Metody Terlecki                | 1630                      | biskup chełmski |
| Józef Bakowiecki-Mokosiej      | 1632                      | biskup włodzimiersko-brzeski                                                                                         |
| Nicefor Łosowski               | 1637                      | biskup- koadiutor połocki                                                                                            |
| Pachomiusz Woyna-Orański       | 1637                      | biskup pińsko-turowski                                                                                               |
| Paweł Owłóczyński              | 1637                      | koadiutor przemyski                                                                                                  |
| Andrzej Kwaśniński-Złoty       | 1640                      | biskup pińsko-turowski                                                                                               |
| Prokop Chmielowski             | 1651                      | biskup przemyski |
| Jakub Jan Susza                | 1652                      | biskup chełmski |
| Gabriel Kolenda                | 1654                      | metropolita kijowski                                                                                                 |
| Jan Michał Pociej              | 1655                      | biskup włodzimiersko-brzeski                                                                                         |
| Maksymilian Ryłło              | 1659                      | biskup przemyski i chełmski                                                                                          |
| Antoni Terlecki                | 1664                      | biskup przemyski |
| Marcjan Michał Białłozor       | 1665                      | arcybiskup połocki                                                                                                   |
| Barłaam Kosiński               | 1665                      | tytularny arcybiskup smoleński                                                                                       |
| Benedykt Gliński               | 1666                      | biskup włodzimiersko-brzeski                                                                                         |
| Michał Paszkowski              | 1666                      | tytularny arcybiskup smoleński                                                                                       |
| Józef Szumlański               | 1667                      | biskup lwowski |
| Jan Małachowski                | 1670                      | biskup przemyski |
| Cyprian Żochowski              | 1671                      | metropolita kijowski, arcybiskup połocki                                                                             |
| Jan Małachowski                | 1671                      | biskup przemyski i chełmski                                                                                          |
| Lew Ślubicz-Załęski            | 1678                      | metropolita kijowski                                                                                                 |
| Innocenty Winnicki             | 1679                      | biskup przemyski |
| Mikołaj Metrofan Sokoliński    | 1680                      | tytularny arcybiskup smoleński                                                                                       |
| Augustyn Aleksander Łodziata   | 1685                      | biskup chełmski |
| Jerzy Malijewski               | 1690                      | tytularny arcybiskup smoleński                                                                                       |
| Gedeon Woyna-Orański           | 1693                      | biskup chełmski |
| Dionizy Żabokrzycki            | 1695                      | biskup łucko-ostrogski                                                                                               |
| Antoni Żółkiewski              | 1697                      | biskup pińsko-turowski                                                                                               |
| Jozafat Hutorowicz             | 1697                      | tytularny arcybiskup smoleński                                                                                       |
| Jerzy Winnicki                 | 1700                      | biskup przemyski, metropolita kijowski                                                                               |
| Porfiriusz Kulczycki           | 1703                      | biskup pińsko-turowski                                                                                               |
| Gedeon Szumlański              | 1703                      | tytularny arcybiskup smoleński                                                                                       |
| Sylwester Pieszkiewicz         | 1710                      | arcybiskup połocki                                                                                                   |
| Bazyli Szeptycki               | 1710                      | biskup lwowski |
| Michał Tarnowski               | 1711                      | tytularny arcybiskup smoleński                                                                                       |
| Leon Kiszka                    | 1711                      | metropolita kijowski                                                                                                 |
| Józef Lewicki                  | 1711                      | biskup chełmski |
| Józef Wyhowski                 | 1713                      | biskup łucki |
| Atanazy Szeptycki              | 1715                      | biskup lwowski, metropolita kijowski                                                                                 |
| Joachim Ciechanowski           | 1716                      | biskup pińsko-turowski                                                                                               |
| Cyryl Szumlański               | 1715                      | biskup łucko-ostrogski                                                                                               |
| Florian Hrebnicki              | 1716                      | arcybiskup połocki, metropolita kijowski                                                                             |
| Wawrzyniec Drucki-Sokoliński   | 1719                      | tytularny arcybiskup smoleński                                                                                       |
| Teodozy Teofil Godebski        | 1720                      | biskup pińsko-turowski i włodzimiersko-brzeski                                                                       |
| Korneliusz Lebiecki            | 1729                      | biskup włodzimiersko-brzeski                                                                                         |
| Felicjan Filip Wołodkowicz     | 1730                      | biskup chełmski, metropolita kijowski                                                                                |
| Teodozy Rudnicki-Lubieniecki   | 1730                      | biskup łucki |
| Jerzy Bułhak                   | 1730                      | biskup pińsko-turowski                                                                                               |
| Antoni Tomiłowicz              | 1736                      | tytularny arcybiskup smoleński                                                                                       |
| Onufry Szumlański              | 1746                      | biskup przemyski |
| Leon Ludwik Szeptycki          | 1749                      | biskup lwowski, metropolita kijowski                                                                                 |
| Sylwester Rudnicki-Lubieniecki | 1750                      | biskup łucki |
| Cezary Stebnowski              | 1751                      | tytularny arcybiskup smoleński                                                                                       |
| Jason Junosza Smogorzewski     | 1758                      | arcybiskup kijowski, metropolita kijowski                                                                            |
| Antonin Młodowski              | 1758                      | biskup pińsko-turowski i włodzimiersko-brzeski                                                                       |
| Herakliusz Lisański            | 1762                      | tytularny arcybiskup smoleński                                                                                       |
| Atanazy Andrzej Szeptycki      | 1762                      | biskup przemyski |
| Gedeon Horbacki                | 1766                      | biskup pińsko-turowski                                                                                               |
| Józef Łepkowski                | 1762                      | tytularny arcybiskup smoleński                                                                                       |
| Cyprian Stecki                 | 1777                      | biskup łucki |
| Symeon Młocki                  | 1778                      | biskup włodzimiersko-brzeski                                                                                         |
| Herakliusz Lisowski            | 1784                      | arcybiskup połocki, metropolita kijowski                                                                             |
| Piotr Bielański                | 1780                      | biskup lwowski |
| Joachim Horbacki               | 1784                      | biskup pińsko-turowski                                                                                               |
| Michał Mateusz Stadnicki       | 1784                      | biskup łucki |
| Teodozy Rostocki               | 1785                      | biskup chełmski, metropolita kijowski                                                                                |
| Jozafat Bułhak                 | 1787                      | biskup włodzimiersko-brzeski, metropolita kijowski                                                                   |
| Stefan Lewiński                | 1788                      | biskup łucki |
| Porfiriusz Skarbek-Ważyński    | 1790                      | biskup chełmski |
| Arseniusz Główniewski          | 1791                      | sufragan włodzimiersko-berzeski                                                                                      |
| Adrian Butrymowicz             | 1792                      | sufragan kijowski i berestecki                                                                                       |
| Anton Anhełłowycz              | 1796                      | biskup przemyski, metropolita halicki                                                                                |
| Grzegorz Kochanowicz           | 1798                      | metropolita kijowski                                                                                                 |
| Mikołaj Skorodyński            | 1799                      | biskup lwowski |
| Teodozy Wisłocki               | 1800                      | biskup supraski |
| Mikołaj Duchnowski             | 1804                      | biskup supraski |
| Florian Korsak                 | 1804                      | sufragan łucki |
| Adrian Hołownia                | 1809                      | sufragan miński i wileński                                                                                           |
| Ferdynand Dąbrowa-Ciechanowski | 1810                      | biskup chełmski |
| Leon Ludwik Jaworowski         | 1811                      | biskup-nominat supraski, sufragan brzeski                                                                            |
| Jan Krassowski                 | 1811                      | arcybiskup połocki, biskup łucki                                                                                     |
| Michał Lewicki                 | 1813                      | metropolita lwowski                                                                                                  |
| Jakub Martusiewicz             | 1818                      | arcybiskup połocki, biskup łucki                                                                                     |
| Iwan Snihurski                 | 1818                      | biskup przemyski |
| Wincenty Siedlecki             | 1819                      | sufragan chełmski |
| Cyryl Syrotyński               | 1825                      | biskup pińsko-turowski                                                                                               |
| Józef Siemaszko                | 1829                      | biskup litewski |
| Filip Felicjan Szumborski      | 1830                      | biskup chełmski |
| Bazyli (Łużyński)              | 1834                      | administrator połocki                                                                                                |
| Jozafat Żarski                 | 1834                      | sufragan piński |
| Antoni (Zubko)                 | 1834                      | sufragan litewski |
| Grzegorz Jachimowicz           | 1841                      | biskup przemyski, metropolita lwowski                                                                                |
| Jan Teraszkiewicz              | 1843                      | administrator chełmski                                                                                               |
| Iwan Bocheński                 | 1850                      | sufragan lwowski |
| Spirydion Litwinowicz          | 1857                      | metropolita lwowski                                                                                                  |
| Toma Polanski                  | 1860                      | biskup przemyski |
| Josyf Sembratowycz             | 1865                      | biskup przemyski, metropolita lwowski                                                                                |
| Mychajło Kuzemski              | 1868                      | biskup chełmski |
| Jan Saturnin Stupnicki         | 1872                      | biskup przemyski |
| Sylwestr Sembratowycz          | 1879                      | arcybiskup metropolita lwowski                                                                                       |
| Julian Pełesz                  | 1882                      | biskup stanisławowski i przemyski                                                                                    |
| Julian Kuiłowski               | 1890                      | biskup stanisławowski, arcybiskup metropolita lwowski                                                                |
| Kostiantyn Czechowycz          | 1892                      | biskup przemyski |
| Andrzej Szeptycki              | 1899                      | biskup stanisławowski, arcybiskup metropolita lwowski                                                                |
| Grzegorz Chomyszyn             | 1904                      | biskup stanisławowski                                                                                                |
| Soter Ortyński                 | 1907                      | egzarcha amerykański                                                                                                 |
| Nykyta Budka                   | 1912                      | egzarcha kanadyjski, sufragan lwowski                                                                                |
| Dmytro Jaremko                 | 1914                      | egzarcha łucki |
| Josyf Bocian                   | 1914                      | egzarcha łucki, sufragan lwowski                                                                                     |
| Jozafat Kocyłowski             | 1917                      | biskup przemyski |
| Konstantyn Bohaczewski         | 1924                      | egzarcha amerykański                                                                                                 |
| Grzegorz Łakota                | 1926                      | sufragan przemyski                                                                                                   |
| Iwan Buczko                    | 1929                      | sufragan lwowski |
| Wasyl Ładyka                   | 1929                      | egzarcha kanadyjski                                                                                                  |
| Iwan Latyszewski               | 1930                      | sufragan stanisławowski                                                                                              |
| Mikołaj Czarnecki              | 1931                      | egzarcha łucki |
| Josyf Slipyj                   | 1939                      | metropolita lwowski, arcybiskup większy                                                                              |
| Ambrozij Senyszyn              | 1942                      | biskup Stamford, arcybiskup Filadelfii                                                                               |
| Hryhorij Bałahurak             | 1945                      | sufragan stanisławowski                                                                                              |
| Symeon Łukacz                  | 1945                      | tajny biskup |
| Iwan Słeziuk                   | 1945                      | koadiutor stanisławowski                                                                                             |
| Neil Savaryn                   | 1948                      | biskup Edmonton |
| Izydor Boreckyj                | 1948                      | biskup Toronto |
| Andrew Roborecky               | 1948                      | biskup Saskatoon |
| Joseph Michael Schmondiuk      | 1956                      | sufragan filadelfijski, biskup Stamford, arcybiskup filadelfijski                                                    |
| Iwan Praszko                   | 1958                      | biskup Melbourne |
| Platon Kornyljak               | 1959                      | egzarcha niemiecki i skandynawski                                                                                    |
| Wołodymyr Malanczuk            | 1960                      | egzarcha francuski                                                                                                   |
| Augustine Eugene Hornyak       | 1961                      | egzarcha Wielkiej Brytanii                                                                                           |
| Andrij Sapelak                 | 1961                      | ordynariusz Buenos Aires                                                                                             |
| Jaroslav Gabro                 | 1961                      | ordynariusz Chicago                                                                                                  |
| Wasyl Wełyczkowski             | 1963                      | egzarcha łucki |
| Iwan Cziorniak                 | 1963                      | sufragan lwowski |
| Josif Hyrniak                  | 1963                      | sufragan lwowski |
| Wołodymyr Sterniuk             | 1964                      | administrator lwowski                                                                                                |
| Jozafat Fedoryk                | 1964                      | sufragan lwowski |
| Sofron Dmyterko                | 1968                      | biskup iwanofrankowski                                                                                               |
| John Stock                     | 1971                      | sufragan filadelfijski                                                                                               |
| Basil Losten                   | 1972                      | sufragan filadelfijski i biskup Stamford                                                                             |
| Nykanor Mykoła Dejneka         | 1972                      | sufragan lwowski |
| Efraím Basílio Krevey          | 1972                      | ordynariusz kurytybski                                                                                               |
| Demetrius Greschiuk            | 1974                      | biskup Edmonton |
| Jeronime Chimy                 | 1974                      | biskup New Westminster                                                                                               |
| Myrosław Marusyn               | 1974                      | wiceprezydent Komisji ds. Kodyfikacji Wschodniego Prawa Kanonicznego; sekretarz Kongregacji ds. Kościołów Wschodnich |
| Pawło Wasyłyk                  | 1974                      | sufragan iwanofrankowski i biskup kołomyjsko-czerniowiecki                                                           |
| Iwan Choma                     | 1977                      | administrator przemyski, prokurator arcybiskupstwa lwowskiego w Rzymie                                               |
| Stefan Czmil                   | 1977                      | |
| Lubomyr Huzar                  | 1977                      | arcybiskup większy Lwowa, Kijowa i Halicza, kardynał                                                                 |
| Jakiw Timczuk                  | 1979                      | sufragan iwanofrankowski                                                                                             |
| Myrosław Lubacziwski           | 1979                      | arcybiskup Filadelfii, arcybiskup większy Lwowa, kardynał                                                            |
| Stephen Sulyk                  | 1980                      | metropolita filadelfijski                                                                                            |
| Innocenty Łotockyj             | 1981                      | biskup Chicago |
| Robert Moskal                  | 1981                      | biskup parmski |
| Myron Daciuk                   | 1982                      | sufragan Winnipeg, biskup Edmonton                                                                                   |
| Michel Hrynchyshyn             | 1983                      | egzarcha francuski                                                                                                   |
| Petro Kozak                    | 1983                      | sufragan lwowski |
| Vasyl Filevich                 | 1984                      | biskup Saskatoon |
| Julian Woronowski              | 1986                      | sufragan lwowski, biskup samborsko-drohobycki                                                                        |
| Mychajło Sabryha               | 1986                      | sufragan lwowski, biskup tarnopolski i tarnopolsko-zborowski                                                         |
| Michael Kuchmiak               | 1988                      | sufragan filadelfijski, egzarcha Wielkiej Brytanii                                                                   |
| Irynej Biłyk                   | 1989                      | sufragan iwanofrankowski, biskup buczacki                                                                            |
| Jan Martyniak                  | 1989                      | metropolita przemysko-warszawski                                                                                     |
| Miguel Mykycej                 | 1990                      | biskup Buenos Aires                                                                                                  |
| Wołodymyr Paska                | 1992                      | sufragan filadelfijski                                                                                               |
| Michael Bzdel                  | 1993                      | metropolita Winnipeg                                                                                                 |
| Peter Stasiuk                  | 1993                      | biskup Melbourne |
| Roman Danylak                  | 1993                      | administrator eparchii Toronto                                                                                       |
| Mychajło Kołtun                | 1993                      | biskup sokalsko -żółkiewski                                                                                          |
| Michael Wiwchar                | 1993                      | biskup Saskatoon |
| Bazyli Medwit                  | 1994                      | egzarcha kijowski |
| Sewerian Jakimishin            | 1995                      | biskup New Westminster                                                                                               |
| Kornel Pasichnij               | 1996                      | biskup Toronto |
| Sofron Mudry                   | 1996                      | biskup iwanofrankowski                                                                                               |
| Stephen Soroka                 | 1996                      | metropolita Filadelfii                                                                                               |
| Lawrence Huculak               | 1997                      | metropolita Winnipeg                                                                                                 |
| Teodor Majkowicz               | 1996                      | biskup wrocławsko-gdański                                                                                            |
| Włodzimierz Juszczak           | 1999                      | biskup wrocławsko-gdański                                                                                            |
| Piotr Kryk                     | 2001                      | egzarcha niemiecki i skandynawski                                                                                    |
| Stefan Meniok                  | 2002                      | egzarcha doniecki |
| Ihor Woźniak                   | 2002                      | arcybiskup lwowski                                                                                                   |
| Hlib Łonczyna                  | 2002                      | egzarcha Wielkiej Brytanii                                                                                           |
| Paul Chomnycky                 | 2002                      | biskup stamfordzki                                                                                                   |
| David Motiuk                   | 2002                      | sufragan Winnipeg |
| Richard Seminack               | 2003                      | biskup Chicago |
| Wołodymyr Wijtyszyn            | 2003                      | arcybiskup iwanofrankowski                                                                                           |
| Stephen Chmilar                | 2003                      | biskup Toronto |
| Wasyl Iwasiuk                  | 2003                      | biskup kołomyjsko-czerniowiecki                                                                                      |
| Valdomiro Koubetch             | 2004                      | arcybiskup kurytybski                                                                                                |
| Wasyl Semeniuk                 | 2004                      | arcybiskup tarnopolsko-zborowski                                                                                     |
| Mykoła Symkajło                | 2005                      | biskup kołomyjsko-czerniowiecki                                                                                      |
| Bogdan Dziurak                 | 2006                      | sufragan kijowski |
| Iwan Bura                      | 2006                      | administrator eparchii parmskiej                                                                                     |
| Myron Mazur                    | 2006                      | biskup Prudentópolis                                                                                                 |
| Dionizy Lachowicz              | 2006                      | biskup-prokurator w Rzymie                                                                                           |
| Jarosław Pryriz                | 2006                      | biskup samborsko-drohobycki                                                                                          |
| Kenneth Nowakowski             | 2007                      | biskup New Westminster                                                                                               |
| Daniel Kozelinski Netto        | 2007                      | administrator eparchii w Buenos-Aires                                                                                |
| Jozafat Ołeh Howera            | 2008                      | egzarcha łucki |
| Bryan Bayda                    | 2008                      | biskup Saskatoon |
| Taras Senkiw                   | 2008                      | biskup stryjski |
| Światosław Szewczuk            | 2009                      | arcybiskup większy Kijowa i Halicza                                                                                  |
| Josyf Milan                    | 2009                      | sufragan kijowski |
| Benedykt Aleksejczuk           | 2010                      | sufragan lwowski |
| Dmytro Hryhorak                | 2011                      | biskup buczacki |
| Borys Gudziak                  | 2012                      | egzarcha francuski                                                                                                   |
| Eugeniusz Popowicz             | 2013                      | arcybiskup metropolita przemysko-warszawski                                                                          |
| Mychajło Bubnij                | 2014                      | egzarcha odeski |
| Wasyl Tuczapeć                 | 2014                      | egzarcha charkowski                                                                                                  |
| Bohdan Manyszyn                | 2014                      | biskup pomocniczy stryjski                                                                                           |
| Jozafat Moszczycz              | 2014                      | biskup pomocniczy iwano-frankowski                                                                                   |
| Hryhorij Komar                 | 2014                      | biskup pomocniczy samborsko-drohobycki                                                                               |
| Bohdan Danyło                  | 2014                      | biskup eparchii w Parmie                                                                                             |
| Teodor Martyniuk               | 2015                      | biskup pomocniczy tarnopolsko-zborowski                                                                              |
| Wołodymyr Hruca                | 2016                      | biskup pomocniczy lwowski                                                                                            |
| Andrij Rabij                   | 2017                      | biskup pomocniczy Filadelfii                                                                                         |
| Petro Łoza                     | 2018                      | biskup pomocniczy sokalsko-żółkiewski                                                                                |
| Iwan Kułyk                     | 2019                      | biskup pomocniczy kamieniecko-podolski                                                                               |
| Stepan Sus                     | 2019                      | biskup kurialny kijowsko-halicki                                                                                     |
| Mykoła Byczok                  | 2020                      | biskup Melbourne |
| Arkadiusz Trochanowski         | 2021                      | biskup olsztyńsko-gdański                                                                                            |
| Maksym Riabucha                | 2022                      | biskup pomocniczy doniecki                                                                                           |
| Mykoła Semenyszyn              | 2022                      | biskup pomocniczy iwano-frankiwski                                                                                   |
| Andrij Chimiak                 | 2022                      | biskup pomocniczy kijowski                                                                                           |
| Petro Holinej                  | 2023                      | biskup pomocniczy kołomyjski                                                                                         |
| Wołodymyr Firman               | 2023                      | biskup pomocniczy tarnopolsko-zborowski                                                                              |
| Michael Kwiatkowski            | 2023                      | biskup New Westminster                                                                                               |
| Michael Smolinski              | 2024                      | biskup Saskatoon |

Biskupi nominaci
| Biskup                  | Sprawowana funkcja               |
| ----------------------- | -------------------------------- |
| Atanazy Zachariasz Furs | biskup- nominat chełmski(1649)   |
| Cyryl Szypiło           | biskup- nominat smoleński (1703) |
| Polikarp Mihuniewicz    | biskup- nominat smoleński (1747) |
| Jan Mikołaj Kaliński    | biskup- nominat chełmski (1863)  |